# North Mankato
North Mankato és una població dels Estats Units a l'estat de Minnesota. Segons el cens del 2009 tenia 12.666 habitants.

## Demografia
Segons el cens del 2000, North Mankato tenia 11.798 habitants, 4.744 habitatges, i 3.178 famílies. La densitat de població era de 967,1 habitants per km².
Dels 4.744 habitatges en un 35,7% hi vivien nens de menys de 18 anys, en un 55% hi vivien parelles casades, en un 9% dones solteres, i en un 33% no eren unitats familiars. En el 24,7% dels habitatges hi vivien persones soles el 7,3% de les quals corresponia a persones de 65 anys o més que vivien soles. El nombre mitjà de persones vivint en cada habitatge era de 2,48 i el nombre mitjà de persones que vivien en cada família era de 2,99.
Per edats la població es repartia de la següent manera: un 26,3% tenia menys de 18 anys, un 10,9% entre 18 i 24, un 30,6% entre 25 i 44, un 22,5% de 45 a 60 i un 9,6% 65 anys o més.
L'edat mediana era de 33 anys. Per cada 100 dones de 18 o més anys hi havia 93,1 homes.
La renda mediana per habitatge era de 48.816$ i la renda mediana per família de 59.265$. Els homes tenien una renda mediana de 38.720$ mentre que les dones 25.713$. La renda per capita de la població era de 23.916$. Entorn del 5,3% de les famílies i el 7% de la població estaven per davall del llindar de pobresa.

## Poblacions més properes
El següent diagrama mostra les poblacions més properes.